# Municipio de Joyabaj
Municipio de Joyabaj är en kommun i Guatemala.   Den ligger i departementet Departamento del Quiché, i den centrala delen av landet, 50 km nordväst om huvudstaden Guatemala City.